# Triolena hirsuta
Triolena hirsuta är en tvåhjärtbladig växtart som först beskrevs av George Bentham, och fick sitt nu gällande namn av José Jéronimo Triana. Triolena hirsuta ingår i släktet Triolena och familjen Melastomataceae. Inga underarter finns listade i Catalogue of Life.